# Ahsabkab Vallis
L'Ahsabkab Vallis è una formazione geologica della superficie di Venere.
È intitolata al nome maya di Venere come stella del mattino.